# Kolovoz
Kolovoz (lat. augustus) osmi je 
mjesec godine po gregorijanskom kalendaru. Ima 31 dan.

## Etimologija riječi
U hrvatskom jeziku kolovoz je dobio ime po tome što se u tom mjesecu odvozi pokošeno žito. Ostali slavenski narodi nemaju sličnoga naziva za neki mjesec. Stariji nazivi za ovaj mjesec u nekim hrvatskim krajevima bili su: velikomešnjak (po blagdanu Velike Gospe), kolovožnjak, osemnik.
U mnogim drugim jezicima, ime je dobio od latinskoga (Augustus). Od reforme Rimskoga kalendara, „sekstilis” (šesti mjesec) nazvan je po imenu Rimskog cara Augusta.

## Vanjske poveznice

### Sestrinski projekti
|  | Zajednički poslužitelj ima stranicu o temi Prikazi mjeseca    |
|  | Zajednički poslužitelj ima još gradiva o temi Prikazi mjeseca |
|  | Wječnik ima rječničku natuknicu kolovoz                       |

### Wiki rječnik
- Imena u raznim jezicima: wiki rječnik (engl.)